# José Mateos Ferrer

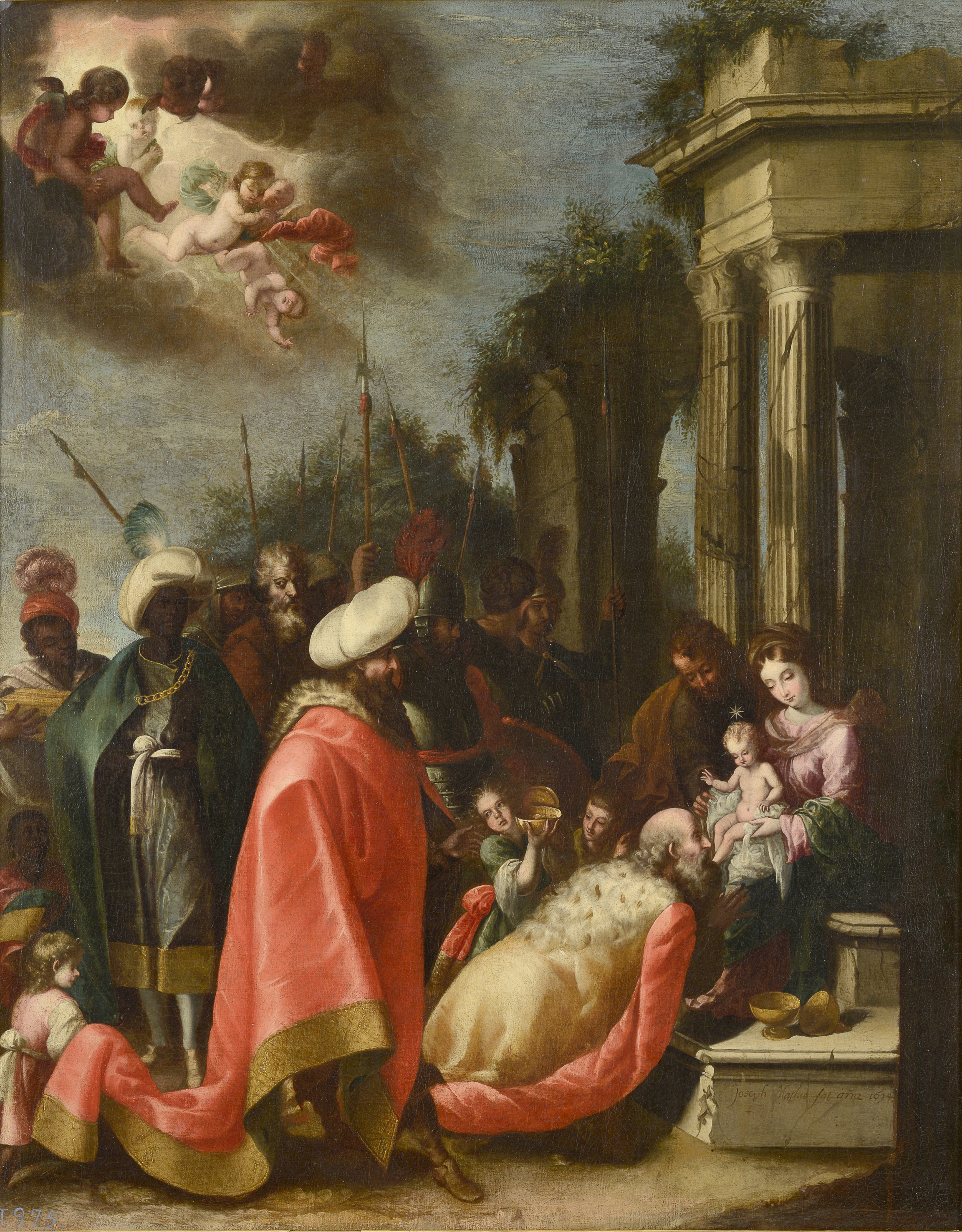
Adoración de los Reyes Magos, firmado Jospeh Matheo fat año 1694. Óleo sobre lienzo, 99 x 80 cm. Madrid, Museo del Prado.

José Mateos Ferrer, o Matheos, fue un pintor barroco español activo en la provincia  de Murcia en los últimos años del siglo XVII.

## Biografía
Escasamente documentado, podría ser pintor de origen valenciano, aunque establecido en Murcia donde probablemente entró en contacto con Pedro Camacho Felizes. La prosperidad que conoció la ciudad de Lorca en las dos últimas décadas del siglo XVII, permite explicar que ambos pintores se trasladasen a esta ciudad, donde Mateos pintó para su Ayuntamiento algunos cuadros de la historia de Lorca, de los que destacaría el de la rendición de la ciudad a las tropas cristianas, en paradero desconocido. También para el ayuntamiento dibujó en 1699 junto con Camacho Felizes un croquis del lugar del Estrecho de Puentes, donde el municipio proyectaba la construcción de un pantano.
En 1694 fechó y firmó una Adoración de los Reyes, propiedad del Museo del Prado, en la que copia con cierta soltura y grato color, un grabado abierto sobre una muy divulgada pintura homónima de Rubens, también conservada en el Museo del Prado. Algunas otras obras de escasa inventiva se le atribuyen en la colegiata de San Patricio —Santa Rosa de Lima— y en la iglesia de San Mateo, en las que también pudiera haberse servido de estampas ajenas.